# Edmund Quincy
Edmund Quincy (* 1. Februar 1808 in Boston, Massachusetts; † 17. Mai 1877 in Dedham, Massachusetts) war ein US-amerikanischer Abolitionist und Schriftsteller aus der einflussreichen Quincy-Familie, die mit der Adams-Familie verbunden war.
Edmund Quincy war der Sohn von Josiah Quincy III (1772–1864, Bürgermeister von Boston, Präsident der Harvard University) und Eliza Susan Morton Quincy (1773–1850). Er schloss 1927 sein Jurastudium an der Harvard University ab, arbeitete aber nie als Anwalt, sondern als Schriftsteller. Er schrieb unter anderem für The Atlantic Monthly und ist bekannt als Autor einer Biographie über seinen Vater (1867), als Herausgeber der Reden seines Vaters (1875), als Autor eines Romans (Wensley, a Story without a Moral, 1854) und anderer Erzählungen, vor allem aber für seine zahlreichen Schriften gegen die Sklaverei. Quincy war Sekretär der American Anti-Slavery Society und der Massachusetts Antislavery Society und gab gemeinsam mit William Lloyd Garrison und Maria Weston Chapman das kurzlebige abolitionistische Periodikum The Non-Resistant (1839–1840) heraus.
1868 wurde Quincy in die American Academy of Arts and Sciences gewählt und 1870 in die American Philosophical Society. Seit 1875 war er gewähltes Mitglied der American Antiquarian Society.
Quincy war ab 1833 mit Lucilla Pinckney Parker (1810–1860) verheiratet. Aus der Ehe gingen fünf Kinder hervor. Sein Grab befindet sich auf dem Mount Auburn Cemetery.